# 김오랑
김오랑(金五郞, 1944년 4월 5일 ~ 1979년 12월 13일)은 대한민국의 군인이다. 본관은 김해이다. 12.12 군사 반란 중 순국하였다. 정부는 2014년 1월 보국훈장 삼일장을 추서하였다.

## 생애
1944년 경상남도 김해군 김해읍에서 태어났다. 김해농업고등학교를 졸업하고 1965년 육군사관학교 25기로 입학, 1969년 졸업하고 소위로 임관하였다. 초임지는 제2보병사단 수색대 소대장이다. 이후, 맹호부대 소속으로 베트남 전쟁에 참전하였으며, 1974년 육군 특전사령부 제3공수특전여단 중대장을 시작으로 특전사 작전장교, 정보장교를 역임 후 육군대학에 입교하여 교육을 받고 졸업하였다. 졸업 후 특전사 제5공수특전여단 중대장에 보임되었으나, 1979년 육군 특전사령관 정병주 장군의 비서실장으로 발탁되었다.
1979년 12.12 군사 반란 때 정병주 특전사령관을 체포하기 위해 사령부에 들어온 신군부 측 군인들에 의해 사살되었다.
1980년 2월 국립묘지에 안장되었으며 1990년 부인 백영옥 여사의 노력으로 중령으로 특진 추서되었다.

김오랑 중령의 시각장애인 부인 백영옥 여사(1948.11.27~1991.06.28)는 생전 1990년 12월 당시 대통령이었던 노태우를 비롯하여 전두환, 최세창, 박종규 등을 상대로 민사소송을 진행하다가 1991년 6월 28일 부산 영도의 자택 3층건물 난간에서 실족사하였다.

김오랑 중령의 군인 정신을 기리기 위해 17대 국회에서는 안영근 의원이, 18대 국회에서는 김 중령의 고향 김해 지역구 김정권 의원이 "김오랑 중령 무공훈장 추서 및 추모비 건립 건의안"을 발의하였으며, 2013년 민주당 민홍철(김해 갑)의원이 다시 발의하여 동년 4월 22일 통과되었다.
2014년 6월 6일 경상남도 김해시 삼정동 김해삼성초등학교와 삼정중학교 사이의 산책로 옆 잔디밭에 김오랑 중령의 흉상이 세워졌다.

## 학력
- 김해삼성국민학교 졸업
- 김해중학교 졸업
- 김해농업고등학교 졸업
- 대한민국 육군사관학교 25기 학사 졸업
- 대한민국 육군보병학교 졸업
- 대한민국 육군공병학교 졸업
- 대한민국 육군포병학교 졸업
- 대한민국 육군대학 졸업

## 가족 관계
- 부인 : 백영옥(白榮玉, 1948년 11월 27일(음력 10월 27일) ~ 1991년 6월 28일[7])
- 백수린이라는 가명으로 출간되어있는 자서전에는 1948년 음력 10월 27일 태어났다고 나와있으며 그날 친정 어머님이 생신이셔서 미역국을 끓이고 본인(백영옥)을 낳았다는 이야기가 있다.

## 김오랑을 연기한 배우들

### TV 드라마
- 양동재 - 1995년 (제4공화국) MBC 드라마
- 이광기 - 1995년 (코리아게이트) SBS 드라마
- 양동재 - 2005년 (제5공화국) MBC 드라마

### 영화
- 정해인 - 2023년 (서울의 봄)[8]

## 같이 보기
- 정선엽
- 정병주
- 하소곤